# 臣籍降下
臣籍降下（しんせきこうか）は、皇族がその身分を離れ、姓を与えられ臣下の籍に降りることをいう。賜姓降下（しせいこうか）とも言い、そのような（広義における）皇族を俗に賜姓皇族という。皇族女子が臣下に嫁すことで皇族でなくなる場合は臣籍降嫁（しんせきこうか）とも言う。身分制度が廃止された日本国憲法下においては、皇籍を喪失することを「降下」と表現するのは不適切とされ、皇籍離脱（こうせきりだつ）が用いられる。本記事では、一旦臣籍に下ったもの（あるいはその子孫）が再び皇族となる皇籍復帰についても記載する。

## 皇籍離脱に関する現在の規定
皇室典範第十一条
年齢十五年以上の内親王、王及び女王は、その意思に基き、皇室会議の議により、皇族の身分を離れる。
2.  親王（皇太子及び皇太孫を除く。）、内親王、王及び女王は、前項の場合の外、やむを得ない特別の事由があるときは、皇室会議の議により、皇族の身分を離れる。
同第十二条
皇族女子は、天皇及び皇族以外の者と婚姻したときは、皇族の身分を離れる。
同第十三条
皇族の身分を離れる親王又は王の妃並びに直系卑属及びその妃は、他の皇族と婚姻した女子及びその直系卑属を除き、同時に皇族の身分を離れる。但し、直系卑属及びその妃については、皇室会議の議により、皇族の身分を離れないものとすることができる。
同第十四条
皇族以外の女子で親王妃又は王妃となつた者が、その夫を失つたときは、その意思により、皇族の身分を離れることができる。
2. 前項の者が、その夫を失つたときは、同項による場合の外、やむを得ない特別の事由があるときは、皇室会議の議により、皇族の身分を離れる。
3. 第一項の者は、離婚したときは、皇族の身分を離れる。
4. 第一項及び前項の規定は、前条の他の皇族と婚姻した女子に、これを準用する。

皇室会議
また、皇室会議での合議を要する事項の内、皇籍離脱に関わる事項は以下の通り。
- 15歳以上の内親王・王・女王のその意思に基づく皇籍離脱（皇室典範11条1項）
- 皇太子・皇太孫を除く親王・内親王・王・女王のその意思に関わらない皇籍離脱（皇室典範11条2項）
- 皇籍離脱する親王・王の直系卑属とその妃が、特例として皇族の身分を離れないものとすること（皇室典範13条但書）
- 皇族以外の女子で親王妃・王妃となった者で夫を失って未亡人となった者のその意思に関わらない皇籍離脱（皇室典範14条2項）

## 沿革

### 古代
律令の規定では、皇族（当時の言葉では「皇親」）の範囲を、歴代の天皇からの直系の代数で規定しており、四世（直系の4代卑属、以下同）までは王あるいは女王と呼ばれ、五世王は皇親とはならないものの王号を有し従五位下の蔭位を受け、六世目からは王号を得られないものとされた（もっとも、慶雲3年（706年）2月の格で変更あり）。そのため、歴代天皇から男系で一定の遠縁となった者は順次臣籍に入るものとされた。
しかし、平安時代前期の皇室が多くの皇子に恵まれると、規定通りに解釈した場合の四世以内の皇族が大量に発生することになり、しかもそのほとんどが皇位継承の可能性が極めて低い状態になった。また、皇族の中には国家の厚遇にかこつけて問題を起こす者もいた。これらの皇親に対しても律令の定めにより一定の所得が与えられることで財政を圧迫する要因となったため、皇位継承の可能性がなくなった皇親たちは、五世になるのを待たずに、臣籍降下をさせる運用が始まった。特に桓武天皇は一世皇親3名を含む100名余りに対して姓を与えて臣籍降下を行った。嵯峨天皇はじめ、以降の天皇も多くの子女を儲け、その多くが一世で臣籍降下した。
また、この頃になると、皇族が就任できる官職が限定的になり、安定した収入を得ることが困難になったため、臣籍降下によってその制約を無くした方が生活が安定するという判断から皇族側から臣籍降下を申し出る例もあった。だが、臣籍降下して一、二代ほどは上流貴族として朝廷での地位を保証されたが実際には三代以降はほとんどが没落して地方に下向、そのまま土着し武士・豪族となる例が多かった。
臣籍降下した元皇族は、新たに氏および姓（かばね）を下賜されて、一家を創設することが多かった（皇親賜姓、こうしんしせい）。一方で、臣下の養子（猶子）となる形で臣籍に降下する例もあった（皇別摂家）。
なお、臣籍降下に際して、諱については、王号が除かれるのみで改めないのが通常であるが、葛城王（橘諸兄）から諸兄、以仁王から以光などのように改める事例もある。
与えられる氏姓について
古来は、多様な氏が与えられていたが、平安時代に入ると、源氏および平氏のいずれかを与えるのが常例化する。
- 源氏は、嵯峨天皇が、814年（弘仁5年）に自らの皇子3名に皇親賜姓を行い源氏を授けたことに始まる。これは「魏書」の源賀伝に出典するものである。
- 平氏は、淳和天皇が、825年（天長2年）に桓武天皇第5皇子葛原親王の子女（二世王に相当）に平氏を賜ったことに始まる。これは桓武天皇が築いた平安京にちなんだ氏である。

姓は、上代においては、第9代の開化天皇以降の皇別の氏族には公（きみ）が与えられていた。その後、八色の姓が制定されると、第15代の応神天皇以降の皇別の氏族には多くの場合真人が、事情によりそれに続く朝臣又は宿禰の姓が与えられた。与えられる氏が源平に固定されると姓（かばね）も朝臣に固定されるようになる。

### 中世～近世
やがて、それまでは天皇との血縁関係によって自動的に与えられていた親王あるいは内親王の称号は、特に皇位継承候補を人為的に選別して天皇からその身分を与える、親王宣下の制度が定められ、逆に親王宣下をされなかった王は臣籍降下をするようになる。これによって、当初の律令の規定とは逆に、皇籍に残すか否かの決定が先にあり、その結果を親王/王の称号の差で公認する運用が定着する。
院政期以降は、公家における家格の形成が進み、家格秩序を崩しかねない皇親賜姓による新規の公家の創設に消極的になったことから、それまでは臣籍降下していた傍系の皇子は幼少の頃に出家させて法親王としての待遇を与えて子孫を遺させない方針を採るようになる。やがて皇位継承又は直系の血統が絶えた時の備えとしての世襲親王家（伏見宮・桂宮・有栖川宮・閑院宮）相続と無関係の皇族は出家する慣例となり、賜姓皇族はほとんど現れなくなった。鎌倉時代以降、臣籍降下を行って新たに立てられて明治時代まで存続した堂上家は広幡家のみであった。

### 旧皇室典範
明治維新前後の動乱期において、伏見宮家の邦家親王所生の多くの男子が還俗して、新たな宮号を名乗った。明治に入ると、これらの宮家の整理が図られる。
明治15年（1882年）、内規取調局が作成した「皇族内規」の初案では、「一世のみ親王」「四世王までは皇親」「五世から八世は皇親ではないが王の称号を与える」「九世には公爵を下賜（＝臣籍降下）」として、律令規定を拡大する形で、世数をもとに臣籍降下を行う方針であった。
ところが、明治22年（1889年）に成立した皇室典範（いわゆる旧皇室典範）では、「四世までは親王」「五世以降は永世にわたって王」とされ、臣籍降下は永久に行わない永世皇族制がとられた。枢密院で行われた審議において、旧公家出身の三条実美内大臣は「将来皇族の数が増えすぎて、経費を賄えずに体面を汚す恐れがある」と反対したが、原案起草者の井上毅は「臣籍降下は古制に規定がなかった」と反論して、最終的には原案通り可決された。これにより、伏見宮系統の新規の宮家も子孫に継承されるようになり、宮家の数は増大した。
皇室典範が永世皇族制をとった理由としては、当時の明治天皇は男子に恵まれず、唯一夭折を免れた嘉仁親王（後の大正天皇、典範制定時に10歳）が病弱であったため、万が一の時の後継が必要とされたためである。しかも、江戸時代は世襲親王家の嫡子以外の男子は出家をして子を残さなかったため男系での近親が少なく、八世以内の宮家は有栖川宮のみ（当主の熾仁親王が五世）であったため、男系で遠く離れた伏見宮系統の新しい宮家（邦家親王の男子が十五世）も存続を認められたのである。
一方で、女性皇族が臣下の男性と婚姻した場合、旧来は皇族の身分を保持したままであることが通例であったが、皇室典範ではこれを改め、「臣籍にある者」と婚姻した場合（旧第44条）、皇室典範では「天皇及び皇族以外の者」と婚姻した場合（第12条）、例外なく皇籍を離脱することが定められる。ただし、旧皇室典範では、婚姻の相手は皇族・王公族・華族に限定され（旧第39条、皇室典範増補）、また内親王・女王の身位を保持する余地が残された（旧第44条）。
養子による臣籍降下については、この時点の皇室典範では規定がなかった。
| 諱       | 邦家親王との血縁 | 成人を迎えた年月日       | 宮号継承等                                 |
| -------- | ---------------- | ------------------------ | ------------------------------------------ |
| 晃親王   | 子               | 1836年10月22日（維新前） | 還俗→山階宮を創設                          |
| 嘉言親王 | 子               | 1841年2月28日（維新前）  | 還俗→聖護院宮を創設                        |
| 朝彦親王 | 子               | 1844年3月27日（維新前）  | 還俗→久邇宮を創設                          |
| 彰仁親王 | 子               | 1866年2月11日（維新前）  | 還俗→小松宮を創設                          |
| 能久親王 | 子               | 1867年4月1日（維新前）   | 還俗→北白川宮を継承                        |
| 博経親王 | 子               | 1871年4月19日            | 還俗→華頂宮を創設                          |
| 貞愛親王 | 子               | 1878年6月9日             | 還俗→伏見宮を継承                          |
| 載仁親王 | 子               | 1885年11月10日           | 還俗→閑院宮を継承                          |
| 邦憲王   | 孫（久邇宮家）   | 1887年7月2日             | 賀陽宮を創設                               |
| 依仁親王 | 子               | 1887年10月16日           | 東伏見宮を創設                             |
| 菊麿王   | 孫（山階宮家）   | 1893年7月3日             | 山階宮を継承                               |
| 邦彦王   | 孫（久邇宮家）   | 1893年7月23日            | 久邇宮を継承                               |
| 守正王   | 孫（久邇宮家）   | 1894年3月9日             | 梨本宮を継承                               |
| 多嘉王   | 孫（久邇宮家）   | 1895年8月17日            | 宮号の継承、創設、臣籍降下のいずれも行わず |
| 博恭王   | 孫（伏見宮家）   | 1895年10月16日           | 伏見宮を継承                               |
| 邦芳王   | 孫（伏見宮家）   | 1900年3月18日            | 宮号の継承、創設、臣籍降下のいずれも行わず |
| 恒久王   | 孫（北白川宮家） | 1902年9月22日            | 竹田宮を創設                               |
| 成久王   | 孫（北白川宮家） | 1907年4月18日            | 北白川宮を継承                             |
| 鳩彦王   | 孫（久邇宮家）   | 1907年10月20日           | 朝香宮を創設                               |
| 稔彦王   | 孫（久邇宮家）   | 1907年12月3日            | 東久邇宮を創設                             |

### 皇室典範増補
その後、嘉仁親王は無事成人し、四人の男子に恵まれた。一方で他の宮家は、有栖川宮家は後継に恵まれず断絶したが、伏見宮系の宮家は存続し、邦家親王の孫の世代の男子も続々と宮家を創設、宮家の数はさらに増加した。皇統断絶の危機はひとまず去ったため、今度は永世皇族制の修正、宮家の増加の抑制が図られるようになる。明治40年（1907年）、皇室典範増補が成立し、以下のように定められた。

皇室典範増補第一条
王は、勅旨又は請願に依り、家名を賜ひ家族に列せしむることあるべし。
同第六条
皇族の臣籍に入りたる者は、皇族に復することを得ず。

これにより、五世以下の王は、宮家を立てずに臣籍降下をする道が開かれた。ちょうどこの年成年を迎えた北白川宮家の輝久王（邦家親王の孫の世代の最年少）が、明治43年（1910年）に臣籍降下して小松侯爵となったのが初例となった。
| 諱     | 邦家親王との血縁 | 成人を迎えた年月日 | 宮号継承等                                 |
| ------ | ---------------- | ------------------ | ------------------------------------------ |
| 輝久王 | 孫（北白川宮家） | 1908年8月12日      | 臣籍降下、小松侯爵家創設                   |
| 博義王 | 曾孫（伏見宮家） | 1917年12月8日      | 伏見宮継承予定のため宮家創設、臣籍降下せず |
| 武彦王 | 曾孫（山階宮家） | 1918年2月13日      | 山階宮を継承                               |
| 恒憲王 | 曾孫（賀陽宮家） | 1920年1月27日      | 賀陽宮を継承                               |

また、典範制定時は一旦廃絶された、養子による臣籍降下については、増補第2条により、王は、華族の家督相続人となることが認められるようになった。もっとも、実際にこの規定が実行されたケースはなかった。が、傍系の男性皇族が臣籍降下するとき、廃絶した宮家の祭祀を継承した例はある。

### 皇族降下の施行準則
この後は伏見宮系の男性皇族で成年を迎える世代がしばらくおらず、具体的な運用面で問題になることはなかったが、邦家親王の曾孫の世代の男子が成年を迎える頃になった大正7年（1918年）頃から、更に具体的な臣籍降下の基準作りがはじまる。同年、波多野敬直宮内大臣が、臣籍降下の基準の作成を帝室制度審議委員会（伊東巳代治委員長）に依頼、同委員会での議論を経て、大正9年（1920年）、枢密院に「皇族の降下に関する内規」が提出され、更に枢密院は「皇族の降下に関する施行準則」と改めて、可決した。次いで、同年5月15日、皇族会議に諮詢された。
しかし、この準則で臣籍降下の基準を明文化することについては、皇族を勅旨によって強制的に臣籍降下させることを原則とすることや、運用が一律・機械的になることへの懸念などが出され、枢密院の審議では、個別の事情に応じて判断する旨の説明なされた。皇族会議でも一部の皇族が異論が出されたため、宮内省側は、皇族会議令第9条の規定を利用して採決を行わず、議長であった伏見宮貞愛親王の判断のみで皇族会議を通過させ、5月19日に大正天皇の裁定によって成立することとなった。

第一条
皇玄孫の子孫たる王、明治四十年二月十一日勅定の皇室典範増補第一条、及皇族身位令第二十五条の規定に依り、情願を為さざるときは、長子孫の系統四世以内を除くの外、勅旨に依り家名を賜ひ華族に列す。
第二条
前条の長子孫の系統を定むるは、皇位継承の順序に依る。
第四条
前数条の規定は、皇室典範第三十二条の規定に依り、親王の号を宣賜せられたる皇兄弟の子孫に之を準用す。
附則
此の準則は、現在の宣下親王の子孫、現に宮号を有する王の子孫並兄弟及其の子孫に之を準用す。但し第一条に定めたる世数は、故邦家親王の子を一世とし実系により之を算す。

この規則により、王の臣籍降下の基準として、「現に存在する宮家の継承者以外（＝長男以外）」という要件が加わった。また、「長子孫の系統四世」（王として四世、つまり親王を含むと八世）を超えた場合、すなわち天皇から数えて九世の王は、宮家の長男であろうが全員が臣籍降下をすることになっていた。ただし、当時の伏見宮家系統の皇族は全員が九世を大幅に超過しており、そのまま適用すると直ちに全員が降下することになっていたことから、特別に邦家親王を四世親王とみなして運用するようになった。
この年の7月に成年を迎えた山階宮家の芳麿王が早速この準則の適用第一号となり、以降、この要件を満たした王の臣籍降下が続いた。
なお、運用面では、勅旨によって強制的に降下するのではなく、皇室典範増補第1条に基づく「情願による賜姓降下」がとられて、建前上は各皇族の自発意思によるものという形式がとられた。また、この運用の期間中、「個別の事情に応じて判断」して皇籍に残ったケースはなかった。
また、九世王は全員が降下する規定については、この世代が成年を迎える前に、運用自体が失効したため、実際に適用されることはなかった。
| 諱     | 邦家親王との血縁              | 成人を迎えた年月日 | 宮号継承等                                         |
| ------ | ----------------------------- | ------------------ | -------------------------------------------------- |
| 芳麿王 | 曾孫（山階宮家） 七世王扱い   | 1920年7月5日       | 臣籍降下、山階侯爵家創設                           |
| 朝融王 | 曾孫（久邇宮家） 七世王扱い   | 1921年2月2日       | 久邇宮を継承                                       |
| 邦久王 | 曾孫（久邇宮家） 七世王扱い   | 1922年3月10日      | 臣籍降下、久邇侯爵家創設                           |
| 春仁王 | 孫（閑院宮家） 六世王扱い     | 1922年8月3日       | 閑院宮を継承                                       |
| 藤麿王 | 曾孫（山階宮家） 七世王扱い   | 1925年2月25日      | 臣籍降下、筑波伯爵家創設                           |
| 博信王 | 曾孫（伏見宮家） 七世王扱い   | 1925年5月22日      | 臣籍降下、華頂侯爵家創設                           |
| 萩麿王 | 曾孫（山階宮家） 七世王扱い   | 1926年4月21日      | 臣籍降下、鹿島伯爵家創設                           |
| 茂麿王 | 曾孫（山階宮家） 七世王扱い   | 1928年4月29日      | 臣籍降下、葛城伯爵家創設                           |
| 恒徳王 | 曾孫（竹田宮家） 七世王扱い   | 1929年3月4日       | 竹田宮を継承                                       |
| 永久王 | 曾孫（北白川宮家） 七世王扱い | 1930年2月19日      | 北白川宮を継承                                     |
| 邦英王 | 曾孫（久邇宮家） 七世王扱い   | 1930年5月16日      | 臣籍降下、東伏見伯爵家創設                         |
| 博英王 | 曾孫（伏見宮家） 七世王扱い   | 1932年10月4日      | 臣籍降下、伏見伯爵家創設                           |
| 孚彦王 | 曾孫（朝香宮家） 七世王扱い   | 1932年10月8日      | 朝香宮継承予定のため宮家創設、臣籍降下せず         |
| 正彦王 | 曾孫（朝香宮家） 七世王扱い   | 1934年1月5日       | 臣籍降下、音羽侯爵家創設                           |
| 盛厚王 | 曾孫（東久邇宮家） 七世王扱い | 1936年5月6日       | 東久邇宮継承予定のため宮家創設、臣籍降下せず       |
| 家彦王 | 曾孫（久邇宮家） 七世王扱い   | 1940年3月17日      | 臣籍降下、宇治伯爵家創設                           |
| 彰常王 | 曾孫（東久邇宮家） 七世王扱い | 1940年5月13日      | 臣籍降下、粟田侯爵家創設                           |
| 邦寿王 | 玄孫（賀陽宮家） 八世王扱い   | 1942年4月21日      | 賀陽宮継承予定のため宮家創設、臣籍降下せず         |
| 徳彦王 | 曾孫（久邇宮家） 七世王扱い   | 1942年11月19日     | 臣籍降下、龍田伯爵家創設                           |
| 治憲王 | 玄孫（賀陽宮家） 八世王扱い   | 1946年7月3日       | 臣籍降下の予定だったが、その前に宮家ごと皇籍離脱。 |

### 1947年の11宮家の臣籍降下
昭和20年（1945年）、第二次世界大戦の敗戦により、日本は連合国軍による占領を受け、主権を一時喪失する。敗戦政策の中で、皇族の大多数は、臣籍降下を余儀なくされた。
まず、敗戦直後から一部皇族は、敗戦の責をとって自主的な皇籍返上を申し出ており、特に、敗戦直後に首相として一時政治を担った東久邇宮稔彦王は首相辞任直後の10月12日、宮中改革の一環として傍系宮家は臣籍に下り、一国民として仕えるという持論を公表する。しかしこの意見に対しては、皇室内部からも、宮家の減少は「皇位の安定的継承に支障をきたす」（三笠宮崇仁親王、11月16日）等の反対意見が出され、東久邇宮は持論を撤回、皇族の側からの臣籍降下の申し出はなされなかった。また昭和天皇も、連合国の許す限り全ての皇族と行動を共にする決意であり、臣籍降下の申し出があったとしても、よほどの深い条理がない限りは勅許しない考えであった。
しかし、日本の占領行政を担った連合国軍最高司令官総司令部（以下、GHQ）は、直系の皇統が途絶えた時に皇位を引き継ぐための控えとして存在している宮家を、「天皇となる可能性の非常に低い者」と表現し、そのような者まで皇族として遇し、歳費を支出している現状を問題視する。昭和21年（1946年）5月頃、加藤進宮内庁次長はGHQとの意見交換によりこの方針を受け取り、当時の14宮家の内、天皇の弟宮である秩父・高松・三笠の3宮家を除いた、伏見宮系統の11宮家を引き続き皇族として遇するのは困難であるという結論に達し、天皇、皇后、皇太后に奏上、内諾を得る。直後の5月21日、「皇族の財産上その他の特権廃止に関する総司令部覚書」（SCAPIN1298A）が発令。14宮家への歳費支出は5月分をもって打ち切ると通告、また課税の免除もなくなる等、皇室は経済面で苦境に立たされる。5月28日、31日の両日、皇族情報懇談会で加藤次長から皇族に説明があったが、皇族間からは、皇室の重大事を加藤次長が独断で決定、事後報告としたことに反発の意見が示される。また、降下についても、「国家存亡の際、われわれ皇族には皇族として何か御奉公すべき途があるのではないか」（竹田宮恒徳王、7月2日皇族親睦会にて発言）等、臣籍降下に否定的な意見が多かった。
しかし、GHQは経済面での締め付けを続けた。8月15日、チャールズ・L・ケーディス民政局次長は「彼等を貧窮に陥れようとは絶対に考えて居ない」と述べつつ、その「彼等」として想定していたのは3宮家のみであった。11月2日、同じくケーディス次長は、「臣籍に降下せられる（略）別に反対があるわけではないが」と述べる等、あくまで日本側が自発的に行う形で、臣籍降下への道筋はつくられた。
この情勢の中で、内廷皇族及び3宮家を守ることを優先するため、11宮家を臣籍降下させることを決定。11月29日、天皇より11宮家に対して直々に、「情においては誠に忍びないが、直宮三家を残し、一同は臣籍降下を決意されたい」と、言い渡される。この時の臣籍降下は、国家主権の喪失と皇室財政の圧迫というイレギュラーな事態を受けたやむを得ない施策であったが、皇籍に留まる男子の内、当時若年であった明仁親王、正仁親王、崇仁親王のもとに新たに男子が誕生することで皇位継承は可能である、との立法事実の確認の上で、政府も11宮家の臣籍降下に賛意を示す。翌昭和22年（1947年）10月13日の皇室会議での議決を経て、14日、11宮家51名が臣籍降下した。
この時臣籍降下した11宮家及びその子孫は、「旧皇族」と呼称して、歴代の臣籍降下をした者の中でも特別視されるのが一般的である。昭和天皇は、臣籍降下をする時点で既に「従来の縁故と云ふものは今後に於いても何等変わるところはないのであって将来愈々お互いに親しく御交際を致し度いと云うのが私の念願であります」と、臣籍降下以降もこれまでと同様の交際を行う考えであることを述べる。また、臣籍降下前に宮内庁文書「近く臣籍降下する宮家に対する降下後の宮中における取扱方針」が作成されてその待遇が公文書で定められる、親睦団体としての菊栄親睦会が新たに組織される、園遊会や即位の礼においては席次が首相よりも上位で遇される等、現在に至るまで、皇族に准じる存在とされている。
平成後期に発生した皇位継承問題においても、旧皇族の皇籍復帰の可能性が議論されている

### 現代
上記の昭和22年より後の皇籍離脱は、いずれも、女性皇族が臣下の男性と婚姻をした際に限られている。

## 皇籍復帰
一度臣籍に降下した後には皇籍に復帰することは許されないのが原則であるが、皇位継承に備えるなどの事情に応じて、皇籍に復帰する事例も比較的多く見られた。また、臣籍降下後に生まれた子が、親が皇籍復帰すると同時に新たに皇籍を付与される事例もある（ただし、天皇の子が無条件に親王・内親王とされた律令法の原則が親王宣下（内親王宣下）の概念が導入された時点で崩れた結果、天皇の子の身分は時の天皇の判断によって異動できるものとされ（「身分と身体の分離」）、臣籍降下と同じように皇籍復帰も可能と解釈されていたとする見解もある）。

## 臣籍降下および皇籍復帰の例
|      | 肖像     | 諱（降下/復帰前）  | 世数                      | 降下/復帰年月日             | 諱（降下/復帰後）                                                      | 備考 |
| ---- | -------- | ------------------ | ------------------------- | --------------------------- | ---------------------------------------------------------------------- | --- |
| 降下 |          | 葛城王             | 4 or 5                    | 天平8年（736年）            | 橘宿禰諸兄                                                             | 生母・三千代が下賜された橘宿禰の氏姓を継承するため降下。750年に朝臣の姓を賜る。                                                                |
| 降下 |          | 佐為王             | 4 or 5                    | 天平8年（736年）            | 橘宿禰佐為                                                             | 諸兄の弟。 |
| 降下 |          | 高安王             | ?                         | 天平11年（739年）           | 大原真人高安                                                           | 大原氏（真人姓）の祖。 |
| 降下 |          | 桜井王             | ?                         | 天平11年（739年）           | 大原真人桜井                                                           | 高安の弟。 |
| 降下 |          | 門部王             | ?                         | 天平11年（739年）           | 大原真人門部                                                           | 高安の弟。 |
| 降下 |          | 御船王             | 4                         | 天平勝宝3年（751年）        | 淡海真人三船                                                           | 淡海氏（真人姓）の祖。 |
| 降下 |          | 智努王             | 2                         | 天平勝宝4年（752年）9月12日 | 文室真人智努                                                           | 文室氏（真人姓）の祖。 |
| 降下 |          | 大市王             | 2                         | 天平勝宝4年（752年）9月12日 | 文室真人大市                                                           | 智努の弟。 |
| 降下 |          | 和気王             | 3                         | 天平勝宝7歳（755年）        | 岡和気                                                                 | 後に皇籍復帰。 |
| 降下 |          | 細川王             | 3                         | 天平勝宝7歳（755年）        | 岡細川                                                                 | 和気王の弟。 |
| 降下 |          | 塩焼王             | 2                         | 天平勝宝9歳（757年）        | 氷上真人塩焼                                                           | 氷上氏（真人姓）の祖。橘奈良麻呂の乱への関与が疑われたことにより臣籍降下。                                                                     |
| 降下 |          | 石津王             | ?                         | 天平勝宝9歳（757年）        | 藤原朝臣石津                                                           | 藤原仲麻呂の養子となる。 |
| 復帰 |          | 岡和気             | 3 (2)                     | 天平宝字3年（759年）        | 和気王                                                                 | 叔父・淳仁天皇が皇位を継承、祖父・舎人親王が崇道盡敬皇帝の尊号を追贈されたのに合わせ復帰。                                                     |
| 降下 |          | 笠王               | 3 (2)                     | 天平宝字8年（764年）        | 三長真人笠                                                             | 藤原仲麻呂の乱に連座して皇籍剥奪。 |
| 降下 |          | 大伴王             | 4 (3)                     | 天平神護元年（765年）       | 岡大伴                                                                 | 和気王の遺児。和気王の謀反に連座して皇籍剥奪。                                                                                                 |
| 降下 |          | 長岡王             | 4 (3)                     | 天平神護元年（765年）       | 岡長岡                                                                 | 和気王の遺児。和気王の謀反に連座して皇籍剥奪。                                                                                                 |
| 降下 |          | 名草王             | 4 (3)                     | 天平神護元年（765年）       | 岡名草                                                                 | 和気王の遺児。和気王の謀反に連座して皇籍剥奪。                                                                                                 |
| 降下 |          | 山階王             | 4 (3)                     | 天平神護元年（765年）       | 岡山階                                                                 | 和気王の遺児。和気王の謀反に連座して皇籍剥奪。                                                                                                 |
| 降下 |          | 采女王             | 4 (3)                     | 天平神護元年（765年）       | 岡采女                                                                 | 和気王の遺児。和気王の謀反に連座して皇籍剥奪。                                                                                                 |
| 降下 |          | 不破内親王         | 1                         | 神護景雲3年（769年）5月     | 厨真人厨女                                                             | 称徳天皇を呪詛した咎で皇籍剥奪。 |
| 復帰 |          | 岡大伴             | 4 (3)                     | 宝亀2年（771年）            | 大伴王                                                                 | 罪を解かれて皇籍復帰。 |
| 復帰 |          | 岡長岡             | 4 (3)                     | 宝亀2年（771年）            | 長岡王                                                                 | 罪を解かれて皇籍復帰。 |
| 復帰 |          | 岡名草             | 4 (3)                     | 宝亀2年（771年）            | 名草王                                                                 | 罪を解かれて皇籍復帰。 |
| 復帰 |          | 岡山階             | 4 (3)                     | 宝亀2年（771年）            | 山階王                                                                 | 罪を解かれて皇籍復帰。 |
| 復帰 |          | 岡采女             | 4 (3)                     | 宝亀2年（771年）            | 采女王                                                                 | 罪を解かれて皇籍復帰。 |
| 復帰 |          | 三長真人笠         | 3 (2)                     | 宝亀2年（771年）7月         | 笠王                                                                   | 罪を解かれて皇籍復帰するが、ほどなく再び臣籍降下。                                                                                             |
| 降下 | 笠王     | 3 (2)              | 宝亀2年（771年）9月       | 山辺真人笠                  |                                                                        | 罪を解かれて皇籍復帰するが、ほどなく再び臣籍降下。                                                                                             |
| 復帰 |          | 厨真人厨女         | 1                         | 宝亀3年（772年）12月        | 不破内親王                                                             | 呪詛事件の前科が冤罪であったとして、皇籍復帰。                                                                                                 |
| 復帰 |          | 山辺真人笠         | 3 (2)                     | 宝亀5年（774年）12月        | 笠王                                                                   | 再度の皇籍復帰。 |
| 降下 |          | 諸勝               | 1                         | 延暦6年（787年） 2月5日     | 広根朝臣諸勝                                                           | 広根氏（朝臣姓）の祖。 |
| 降下 |          | 岡成               | 1                         | 延暦6年（787年） 2月5日     | 長岡朝臣岡成                                                           | 長岡氏（朝臣姓）の祖。 |
| 降下 |          | 安世               | 1                         | 延暦21年（802年）12月27日   | 良岑朝臣安世                                                           | 良岑氏（朝臣姓）の祖。 |
| 降下 |          | 繁野王             | 4 (3)                     | 延暦23年（804年）6月21日    | 清原真人夏野                                                           | |
| 降下 |          | 五百枝王           | 5                         | 延暦25年（806年）4月16日    | 春原朝臣五百枝                                                         | |
| 降下 |          | 信                 | 1                         | 弘仁5年（814年）5月8日      | 源朝臣信                                                               | |
| 降下 |          | 常                 | 1                         | 弘仁5年（814年）5月8日      | 源朝臣常                                                               | |
| 降下 |          | 弘                 | 1                         | 弘仁5年（814年）5月8日      | 源朝臣弘                                                               | |
| 降下 |          | 高棟王             | 2                         | 天長2年（825年）7月6日      | 平朝臣高棟                                                             | 桓武平氏の祖。 |
| 降下 |          | 行平               | 2                         | 天長3年（826年）            | 在原朝臣行平                                                           | 在原氏（朝臣姓）の祖。 |
| 降下 |          | 業平               | 2                         | 天長3年（826年）            | 在原朝臣業平                                                           | 行平の弟。 |
| 降下 |          | 明                 | 1                         |                             | 源朝臣明                                                               | |
| 降下 |          | 定                 | 1                         | 天長5年（828年）            | 源朝臣定                                                               | |
| 降下 |          | 生                 | 1                         |                             | 源朝臣生                                                               | |
| 降下 |          | 融                 | 1                         |                             | 源朝臣融                                                               | |
| 降下 |          | 勤                 | 1                         |                             | 源朝臣勤                                                               | |
| 降下 |          | 多                 | 1                         | 承和2年（835年）            | 源朝臣多                                                               | |
| 降下 |          | 冷                 | 1                         |                             | 源朝臣冷                                                               | |
| 降下 |          | 光                 | 1                         |                             | 源朝臣光                                                               | |
| 降下 |          | 峯緒王             | 5                         | 承和11年（844年）           | 高階真人峯緒                                                           | 高階氏（真人姓）の祖。 |
| 降下 |          | 能有               | 1                         | 仁寿3年（853年）            | 源朝臣能有                                                             | |
| 降下 |          | 坂井王             | ?                         | 貞観4年（862年）            | 源朝臣坂井                                                             | |
| 降下 |          | 興基王             | 2                         | 元慶4年（880年）            | 源朝臣興基                                                             | |
| 降下 |          | 興範王             | 2                         | 元慶6年（882年）            | 源朝臣興範                                                             | |
| 降下 |          | 忠相王             | 3                         | 元慶6年（882年）            | 源朝臣忠相                                                             | |
| 降下 |          | 敏相王             | 3                         | 元慶6年（882年）            | 源朝臣敏相                                                             | |
| 降下 |          | 宜子女王           | 3                         | 元慶6年（882年）            | 源朝臣宜子                                                             | |
| 降下 |          | 興扶王             | 2                         | 元慶6年（882年）            | 源朝臣興扶                                                             | |
| 降下 |          | 貞恒王             | 2                         | 貞観12年（870年）2月14日    | 源朝臣貞恒                                                             | |
| 降下 |          | 是忠王             | 2                         | 貞観12年（870年）2月14日    | 源朝臣是忠                                                             | |
| 降下 |          | 是貞王             | 2                         | 貞観12年（870年）2月14日    | 源朝臣是貞                                                             | |
| 降下 |          | 定省王             | 1                         | 元慶8年（884年）6月         | 源朝臣定省                                                             | |
| 復帰 |          | 源朝臣定省         | 1                         | 仁和3年（887年）8月25日     | 定省王                                                                 | 光孝天皇の後継として皇位を継承するため皇籍復帰。翌26日に宇多天皇として皇位継承。                                                               |
| 取得 |          | 源朝臣維城         | 2                         | 仁和3年（887年）8月25日     | 維城王                                                                 | 父・定省の皇籍復帰に伴い、臣籍降下中に生誕していた3男もあわせて皇籍を取得した。                                                                |
| 取得 |          | 源朝臣斉中         | 2                         | 仁和3年（887年）8月25日     | 斉中王                                                                 | 父・定省の皇籍復帰に伴い、臣籍降下中に生誕していた3男もあわせて皇籍を取得した。                                                                |
| 取得 |          | 源朝臣斉世         | 2                         | 仁和3年（887年）8月25日     | 斉世王                                                                 | 父・定省の皇籍復帰に伴い、臣籍降下中に生誕していた3男もあわせて皇籍を取得した。                                                                |
| 降下 |          | 高望王             | 2 or 3                    | 寛平元年（889年）5月13日    | 平朝臣高望                                                             | |
| 復帰 |          | 源朝臣是忠         | 1                         | 寛平3年（891年）12月27日    | 是忠親王                                                               | 宇多天皇の実兄。弟の皇位継承に伴い皇籍復帰。                                                                                                   |
| 復帰 |          | 源朝臣是貞         | 1                         | 寛平3年（891年）12月27日    | 是貞親王                                                               | 宇多天皇の実兄。弟の皇位継承に伴い皇籍復帰。                                                                                                   |
| 降下 |          | 清蔭王             | 1                         |                             | 源朝臣清蔭                                                             | |
| 降下 |          | 兼忠王             | 2                         |                             | 源朝臣兼忠                                                             | |
| 降下 |          | 経基王             | 2                         |                             | 源朝臣経基                                                             | |
| 降下 |          | 経生王             | x                         |                             | 源朝臣経生                                                             | |
| 降下 |          | 高明王             | 1                         | 延喜20年（920年）12月28日   | 源朝臣高明                                                             | |
| 降下 |          | 自明王             | 1                         |                             | 源朝臣自明                                                             | |
| 降下 |          | 庶明王             | 2                         |                             | 源朝臣庶明                                                             | |
| 降下 |          | 英明王             | 1                         |                             | 英朝臣英明                                                             | |
| 降下 |          | 兼明王             | 1                         | 延喜20年（920年）12月28日   | 源朝臣兼明                                                             | |
| 降下 |          | 盛明王             | 1                         |                             | 源朝臣盛明                                                             | |
| 降下 |          | 雅信王             | 2                         | 承平6年（936年）            | 源朝臣雅信                                                             | |
| 降下 |          | 重信王             | 2                         |                             | 源朝臣重信                                                             | |
| 降下 |          | 博雅王             | 2                         |                             | 源朝臣博雅                                                             | |
| 降下 |          | 重光王             | 2                         |                             | 源朝臣重光                                                             | |
| 降下 |          | 保光王             | 2                         |                             | 源朝臣保光                                                             | |
| 降下 |          | 延光王             | 2                         |                             | 源朝臣延光                                                             | |
| 降下 |          | 遠光王             | 2                         |                             | 源朝臣遠光                                                             | |
| 降下 |          | 忠清王             | 2                         |                             | 源朝臣忠清                                                             | |
| 降下 |          | 正清王             | 2                         |                             | 源朝臣正清                                                             | |
| 降下 |          | 泰清王             | 2                         |                             | 源朝臣泰清                                                             | |
| 降下 |          | 兼盛王             | 4?                        | 天暦4年（950年）            | 平朝臣兼盛                                                             | |
| 降下 |          | 昭平王             | 1                         | 天徳4年（960年）10月2日     | 源朝臣昭平                                                             | |
| 降下 |          | 憲定王             | 2                         |                             | 源朝臣憲定                                                             | |
| 復帰 |          | 源朝臣盛明         | 1                         | 康保4年（967年）            | 盛明親王                                                               | |
| 取得 |          | 源朝臣明子         | 2                         |                             | 明子女王                                                               | 源高明の娘。臣籍の生まれだが、盛明親王の養子となって皇籍を取得した。                                                                           |
| 復帰 |          | 源朝臣兼明         | 1                         | 貞元2年（977年）4月17日     | 兼明親王                                                               | 兼明は臣籍降下後、左大臣まで昇進していたが、皇族は大臣とならない慣例があったことから、藤原氏の手によって、皇族へ復帰することとなった。         |
| 復帰 |          | 源朝臣昭平         | 1                         | 貞元2年（977年）4月17日     | 昭平親王                                                               | 異母弟の円融天皇の配慮により、皇籍復帰。 |
| 降下 |          | 頼定王             | 2                         |                             | 源朝臣頼定                                                             | |
| 降下 |          | 成信王             | 2                         |                             | 源朝臣成信                                                             | |
| 降下 |          | 嫄子女王           | 2                         | 長和5年（1016年）           | 藤原朝臣嫄子                                                           | 義伯父・藤原頼通の養女となる。 |
| 降下 |          | 資定王             | 2                         | 寛仁2年（1020年）12月26日   | 源朝臣師房                                                             | 村上源氏の祖。子孫は源氏長者となる。 |
| 降下 |          | 延信王             | 2                         | 万寿2年（1025年）12月29日   | 源朝臣延信                                                             | 白川伯王家の祖。この家系は臣籍降下して以降も代々、神祇伯に就くと同時に「王」を称することが例外的に許されていた。                               |
| 降下 |          | 有仁王             | 2                         | 元永2年（1119年）8月14日    | 源朝臣有仁                                                             | |
| 降下 |          | 以仁王             | 1                         | 治承4年（1180年）           | 源朝臣以仁                                                             | 治承・寿永の乱で敗死した後、皇族殺害の謗りを恐れた平清盛によって、死後に臣籍降下された。                                                       |
| 降下 |          | 惟康王             | 2                         | 文永7年（1270年）12月20日   | 源朝臣惟康                                                             | 鎌倉幕府征夷大将軍。元寇へ対処するにあたり、執権・北条時宗の要請によって臣籍降下、源氏を名乗る。                                               |
| 復帰 |          | 源朝臣惟康         | 2                         | 弘安10年（1287年）10月4日   | 惟康親王                                                               | 元寇の終結後、惟康の将軍解任の見通しとなったため、先んじて皇籍復帰。ただし、後深草上皇と皇位継承で対立した亀山上皇による取り込み工作説もある。 |
| 降下 |          | 彦仁王             | 2                         | 永仁2年（1294年）           | 源朝臣彦仁                                                             | 岩倉宮家。 |
| 取得 |          | 源朝臣忠房         | 3                         | 文保3年（1319年）2月18日    | 忠房親王                                                               | 臣籍の生まれだが、後宇多上皇の猶子となり親王宣下、皇族となる。                                                                                 |
| 降下 |          | 久良王             | 2                         | 嘉暦3年（1326年）6月13日    | 源朝臣久良                                                             | |
| 復帰 |          | 源朝臣久良         | 2                         | 元徳2年（1330年）2月11日    | 久良親王                                                               | |
| 降下 |          | 宗明王             | 3                         | 暦応元年（1338年）8月11日   | 源朝臣宗明                                                             | |
| 降下 |          | 善成王             | 3                         | 文和5年（1356年）1月6日     | 源朝臣善成                                                             | 四辻宮家。 |
| 降下 |          | 四宮               | 1                         | 慶長10年（1605年）          | 藤原朝臣信尋                                                           | 伯父・近衛信尹の養子となる。 |
| 降下 |          | 九宮               | 1                         | 慶長14年（1609年）          | 藤原朝臣兼遐                                                           | 一条内基の養子となる。 |
| 降下 |          | 忠幸王             | 3                         | 1663年（寛文3年）11月       | 源朝臣忠幸                                                             | 広幡家祖。 |
| 降下 |          | 淳宮               | 2                         | 寛保3年（1743年）10月27日   | 藤原朝臣輔平                                                           | 閑院宮家出身。鷹司基輝の養子となる。 |
| 降下 |          |                    | 4                         | 文政9年（1826年）           | 藤原朝臣公潔                                                           | 有栖川宮家出身。西園寺寛季の養子となる。 |
| 降下 |          | 六十宮             | 16                        | 慶應2年（1866年）           | 渋谷家教                                                               | 真宗仏光寺官長職を継承。 |
| 復帰 | 渋谷家教 | 16                 | 明治21年（1888年）6月28日 | 家教王                      | 渋谷家を離籍、一旦伏見宮家へ復籍した後、改めて臣籍降下。清棲伯爵家祖。 | |
| 降下 | 家教王   | 16                 | 明治21年（1888年）6月28日 | 清棲家教                    | 渋谷家を離籍、一旦伏見宮家へ復籍した後、改めて臣籍降下。清棲伯爵家祖。 | |
| 降下 |          | 安喜子女王         | 17                        | 明治23年（1890年）12月24日  | 池田安喜子                                                             | 久邇宮家出身。池田詮政と婚姻 |
| 降下 |          | 絢子女王           | 17                        | 明治25年（1892年）12月26日  | 竹内絢子                                                               | 久邇宮家出身。竹内惟忠と婚姻。 |
| 降下 |          | 素子女王           | 17                        | 明治26年（1893年）11月15日  | 仙谷素子                                                               | 久邇宮家出身。仙石政敬と婚姻。 |
| 降下 |          | 栄子女王           | 17                        | 明治32年（1899年）9月26日   | 東園栄子                                                               | 久邇宮家出身。東園基愛と婚姻。 |
| 降下 |          | 禎子女王           | 17                        | 明治34年（1901年）4月6日    | 山内禎子                                                               | 伏見宮家出身。山内豊景と婚姻。 |
| 降下 |          | 純子女王           | 17                        | 明治34年（1901年）11月27日  | 織田純子                                                               | 久邇宮家出身。織田秀実と婚姻。 |
| 降下 |          | 貞子女王           | 17                        | 明治36年（1903年）2月6日    | 有馬貞子                                                               | 北白川宮家出身。有馬頼寧と婚姻。 |
| 降下 |          | 滿子女王           | 17                        | 明治37年（1904年）11月14日  | 甘露寺滿子                                                             | 北白川宮家出身。甘露寺受長と婚姻。 |
| 降下 |          | 篶子女王           | 17                        | 明治39年（1906年）10月28日  | 壬生篶子                                                               | 久邇宮家出身。壬生基義と婚姻。 |
| 降下 |          | 實枝子女王         | 6                         | 明治41年（1908年）11月8日   | 徳川實枝子                                                             | 有栖川宮家出身。徳川慶久と婚姻。 |
| 降下 |          | 輝久王             | 17                        | 明治43年（1910年）7月20日   | 小松輝久                                                               | 北白川宮家出身。小松侯爵家祖。 |
| 降下 |          | 武子女王           | 17                        | 明治44年（1911年）4月17日   | 保科武子                                                               | 北白川宮家出身。保科正昭と婚姻。 |
| 降下 |          | 茂子女王           | 17                        | 大正3年（1914年）1月21日    | 黒田茂子                                                               | 閑院宮家出身。黒田長礼と婚姻。 |
| 降下 |          | 由紀子女王         | 18                        | 大正4年（1915年）4月30日    | 町尻由紀子                                                             | 賀陽宮家出身。町尻量基と婚姻。 |
| 降下 |          | 擴子女王           | 17                        | 大正4年（1915年）7月20日    | 二荒擴子                                                               | 北白川宮家出身。二荒芳徳と婚姻。 |
| 降下 |          | 恭子女王           | 17                        | 大正4年（1915年）9月3日     | 安藤恭子                                                               | 閑院宮家出身。安藤信昭と婚姻。 |
| 降下 |          | 恭子女王           | 18                        | 大正7年（1918年）5月29日    | 浅野恭子                                                               | 伏見宮家出身。浅野長武と婚姻。 |
| 降下 |          | 芳麿王             | 18                        | 大正9年（1920年）7月24日    | 山階芳麿                                                               | 山階宮家出身。山階侯爵家祖。 |
| 降下 |          | 安子女王           | 18                        | 大正9年（1920年）11月9日    | 浅野安子                                                               | 山階宮家出身。浅野長武と婚姻。 |
| 降下 |          | 邦久王             | 18                        | 大正12年（1923年）12月7日   | 久邇邦久                                                               | 久邇宮家出身。久邇侯爵家祖。 |
| 降下 |          | 智子女王           | 18                        | 大正13年（1924年）5月3日    | 大谷智子                                                               | 久邇宮家出身。大谷光暢と婚姻。 |
| 降下 |          | 信子女王           | 18                        | 大正13年（1924年）12月9日   | 三条西信子                                                             | 久邇宮家出身。三条西公正と婚姻。 |
| 降下 |          | 敦子女王           | 18                        | 大正15年（1926年）10月27日  | 清棲敦子                                                               | 伏見宮家出身。清棲幸保と婚姻。 |
| 降下 |          | 規子女王           | 18                        | 大正15年（1926年）12月2日   | 広橋規子                                                               | 梨本宮家出身。広橋真光と婚姻。 |
| 降下 |          | 博信王             | 18                        | 大正15年（1926年）12月7日   | 華頂博信                                                               | 伏見宮家出身。華頂侯爵家祖。 |
| 降下 |          | 華子女王           | 17                        | 大正15年（1926年）12月13日  | 華頂華子                                                               | 閑院宮家出身。華頂博信と婚姻。 |
| 降下 |          | 藤麿王             | 18                        | 昭和3年（1928年）7月20日    | 筑波藤麿                                                               | 山階宮家出身。筑波侯爵家祖。 |
| 降下 |          | 萩麿王             | 18                        | 昭和3年（1928年）7月20日    | 鹿島萩麿                                                               | 山階宮家出身。鹿島伯爵家祖。 |
| 降下 |          | 茂麿王             | 18                        | 昭和4年（1929年）12月24日   | 葛城茂麿                                                               | 山階宮家出身。葛城伯爵家祖。 |
| 降下 |          | 邦英王             | 18                        | 昭和6年（1931年）4月4日     | 東伏見邦英                                                             | 久邇宮家出身。東伏見伯爵家祖。 |
| 降下 |          | 紀久子女王         | 18                        | 昭和6年（1931年）5月12日    | 鍋島紀久子                                                             | 朝香宮家出身。鍋島直泰と婚姻。 |
| 降下 |          | 美年子女王         | 18                        | 昭和8年（1933年）1月17日    | 立花美年子                                                             | 北白川宮家出身。立花種勝と婚姻。 |
| 降下 |          | 禮子女王           | 18                        | 昭和9年（1934年）3月26日    | 佐野禮子                                                               | 竹田宮家出身。佐野常光と婚姻。 |
| 降下 |          | 佐和子女王         | 18                        | 昭和10年（1935年）1月7日    | 東園佐和子                                                             | 北白川宮家出身。東園基文と婚姻。 |
| 降下 |          | 博英王             | 18                        | 昭和11年（1936年）4月1日    | 伏見博英                                                               | 伏見宮家出身。伏見伯爵家祖。 |
| 降下 |          | 正彦王             | 18                        | 昭和11年（1936年）4月1日    | 音羽正彦                                                               | 朝香宮家出身。音羽侯爵家祖。 |
| 降下 |          | 恭仁子女王         | 18                        | 昭和14年（1939年）4月2日    | 二条恭仁子                                                             | 久邇宮家出身。二条弼基と婚姻。 |
| 降下 |          | 彰常王             | 18                        | 昭和15年（1940年）10月25日  | 粟田彰常                                                               | 東久邇宮家出身。粟田侯爵家祖。 |
| 降下 |          | 多惠子女王         | 18                        | 昭和16年（1941年）4月15日   | 徳川多恵子                                                             | 北白川宮家出身。徳川圀禎と婚姻。 |
| 降下 |          | 湛子女王           | 18                        | 昭和16年（1941年）11月7日   | 大給湛子                                                               | 朝香宮家出身。大給義龍と婚姻。 |
| 降下 |          | 家彦王             | 18                        | 昭和17年（1942年）10月5日   | 宇治家彦                                                               | 久邇宮家出身。宇治伯爵家祖。 |
| 降下 |          | 徳彦王             | 18                        | 昭和18年（1943年）6月7日    | 龍田徳彦                                                               | 久邇宮家出身。龍田伯爵家祖。 |
| 降下 |          | 美智子女王         | 19                        | 昭和18年（1943年）12月29日  | 徳大寺美智子                                                           | 賀陽宮家出身。徳大寺斉定と婚姻。 |
| 降下 |          | 正子女王           | 19                        | 昭和20年（1945年）4月22日   | 龍田正子                                                               | 久邇宮家出身。龍田徳彦と婚姻。 |
| 降下 |          | 伏見宮博明王       | 19                        | 昭和22年（1947年）10月14日  | 伏見博明                                                               | |
| 降下 |          | 博義王妃朝子       | -                         | 昭和22年（1947年）10月14日  | 伏見朝子                                                               | |
| 降下 |          | 光子女王           | 19                        | 昭和22年（1947年）10月14日  | 伏見光子                                                               | |
| 降下 |          | 章子女王           | 19                        | 昭和22年（1947年）10月14日  | 伏見章子                                                               | |
| 降下 |          | 山階宮武彦王       | 18                        | 昭和22年（1947年）10月14日  | 山階武彦                                                               | |
| 降下 |          | 賀陽宮恒憲王       | 18                        | 昭和22年（1947年）10月14日  | 賀陽恒憲                                                               | |
| 降下 |          | 恒憲王妃敏子       | -                         | 昭和22年（1947年）10月14日  | 賀陽敏子                                                               | |
| 降下 |          | 邦寿王             | 19                        | 昭和22年（1947年）10月14日  | 賀陽邦寿                                                               | |
| 降下 |          | 治憲王             | 19                        | 昭和22年（1947年）10月14日  | 賀陽治憲                                                               | |
| 降下 |          | 章憲王             | 19                        | 昭和22年（1947年）10月14日  | 賀陽章憲                                                               | |
| 降下 |          | 文憲王             | 19                        | 昭和22年（1947年）10月14日  | 賀陽文憲                                                               | |
| 降下 |          | 宗憲王             | 19                        | 昭和22年（1947年）10月14日  | 賀陽宗憲                                                               | |
| 降下 |          | 健憲王             | 19                        | 昭和22年（1947年）10月14日  | 賀陽健憲                                                               | |
| 降下 |          | 久邇宮朝融王       | 18                        | 昭和22年（1947年）10月14日  | 久邇朝融                                                               | |
| 降下 |          | 邦彦王妃俔子       | -                         | 昭和22年（1947年）10月14日  | 久邇俔子                                                               | |
| 降下 |          | 邦昭王             | 19                        | 昭和22年（1947年）10月14日  | 久邇邦昭                                                               | |
| 降下 |          | 朝建王             | 19                        | 昭和22年（1947年）10月14日  | 久邇朝建                                                               | |
| 降下 |          | 朝宏王             | 19                        | 昭和22年（1947年）10月14日  | 久邇朝宏                                                               | |
| 降下 |          | 朝子女王           | 19                        | 昭和22年（1947年）10月14日  | 久邇朝子                                                               | |
| 降下 |          | 通子女王           | 19                        | 昭和22年（1947年）10月14日  | 久邇通子                                                               | |
| 降下 |          | 英子女王           | 19                        | 昭和22年（1947年）10月14日  | 久邇英子                                                               | |
| 降下 |          | 典子女王           | 19                        | 昭和22年（1947年）10月14日  | 久邇典子                                                               | |
| 降下 |          | 多嘉王妃静子       | -                         | 昭和22年（1947年）10月14日  | 久邇静子                                                               | |
| 降下 |          | 梨本宮守正王       | 17                        | 昭和22年（1947年）10月14日  | 梨本守正                                                               | |
| 降下 |          | 守正王妃伊都子     | -                         | 昭和22年（1947年）10月14日  | 梨本伊都子                                                             | |
| 降下 |          | 朝香宮鳩彦王       | 17                        | 昭和22年（1947年）10月14日  | 朝香鳩彦                                                               | |
| 降下 |          | 孚彦王             | 18                        | 昭和22年（1947年）10月14日  | 朝香孚彦                                                               | |
| 降下 |          | 孚彦王妃千賀子     | -                         | 昭和22年（1947年）10月14日  | 朝香千賀子                                                             | |
| 降下 |          | 誠彦王             | 19                        | 昭和22年（1947年）10月14日  | 朝香誠彦                                                               | |
| 降下 |          | 富久子女王         | 19                        | 昭和22年（1947年）10月14日  | 朝香富久子                                                             | |
| 降下 |          | 美仍子女王         | 19                        | 昭和22年（1947年）10月14日  | 朝香美仍子                                                             | |
| 降下 |          | 東久邇宮稔彦王     | 17                        | 昭和22年（1947年）10月14日  | 東久邇稔彦                                                             | |
| 降下 |          | 稔彦王妃聡子内親王 | 1                         | 昭和22年（1947年）10月14日  | 東久邇聡子                                                             | |
| 降下 |          | 盛厚王             | 18                        | 昭和22年（1947年）10月14日  | 東久邇盛厚                                                             | |
| 降下 |          | 盛厚王妃成子内親王 | 1                         | 昭和22年（1947年）10月14日  | 東久邇成子                                                             | |
| 降下 |          | 信彦王             | 19                        | 昭和22年（1947年）10月14日  | 東久邇信彦                                                             | |
| 降下 |          | 文子女王           | 19                        | 昭和22年（1947年）10月14日  | 東久邇文子                                                             | |
| 降下 |          | 俊彦王             | 18                        | 昭和22年（1947年）10月14日  | 東久邇俊彦                                                             | |
| 降下 |          | 北白川宮道久王     | 19                        | 昭和22年（1947年）10月14日  | 北白川道久                                                             | |
| 降下 |          | 成久王妃房子内親王 | 1                         | 昭和22年（1947年）10月14日  | 北白川房子                                                             | |
| 降下 |          | 永久王妃祥子       | -                         | 昭和22年（1947年）10月14日  | 北白川祥子                                                             | |
| 降下 |          | 肇子女王           | 19                        | 昭和22年（1947年）10月14日  | 北白川肇子                                                             | |
| 降下 |          | 竹田宮恒徳王       | 18                        | 昭和22年（1947年）10月14日  | 竹田恒徳                                                               | |
| 降下 |          | 恒徳王妃光子       | -                         | 昭和22年（1947年）10月14日  | 竹田光子                                                               | |
| 降下 |          | 恒正王             | 19                        | 昭和22年（1947年）10月14日  | 竹田恒正                                                               | |
| 降下 |          | 恒治王             | 19                        | 昭和22年（1947年）10月14日  | 竹田恒治                                                               | |
| 降下 |          | 素子女王           | 19                        | 昭和22年（1947年）10月14日  | 竹田素子                                                               | |
| 降下 |          | 紀子女王           | 19                        | 昭和22年（1947年）10月14日  | 竹田紀子                                                               | |
| 降下 |          | 閑院宮春仁王       | 17                        | 昭和22年（1947年）10月14日  | 閑院春仁                                                               | |
| 降下 |          | 春仁王妃直子       | -                         | 昭和22年（1947年）10月14日  | 閑院直子                                                               | |
| 降下 |          | 依仁親王妃周子     | -                         | 昭和22年（1947年）10月14日  | 東伏見周子                                                             | |
| 降下 |          | 孝宮和子内親王     | 1                         | 昭和25年（1950年）5月20日   | 鷹司和子                                                               | 鷹司平通と婚姻。 |
| 降下 |          | 順宮厚子内親王     | 1                         | 昭和27年（1952年）10月10日  | 池田厚子                                                               | 池田隆政と婚姻。 |
| 降下 |          | 清宮貴子内親王     | 1                         | 昭和35年（1960年）3月10日   | 島津貴子                                                               | 島津久永と婚姻。 |
| 降下 |          | 甯子内親王         | 2                         | 昭和41年（1966年）12月18日  | 近衞甯子                                                               | 三笠宮家出身。近衞忠煇と婚姻。 |
| 降下 |          | 容子内親王         | 2                         | 昭和58年（1983年）10月14日  | 千容子                                                                 | 三笠宮家出身。千宗之と婚姻。 |
| 降下 |          | 紀宮清子内親王     | 1                         | 平成17年（2005年）11月15日  | 黒田清子                                                               | 黒田慶樹と婚姻。 |
| 降下 |          | 典子女王           | 3                         | 平成26年（2014年）10月5日   | 千家典子                                                               | 高円宮家出身。千家国麿と婚姻。 |
| 降下 |          | 絢子女王           | 3                         | 平成30年（2018年）10月29日  | 守谷絢子                                                               | 高円宮家出身。守谷慧と婚姻。 |
| 降下 |          | 眞子内親王         | 2                         | 令和3年（2021年）10月26日   | 小室眞子                                                               | 秋篠宮家出身。小室圭と婚姻。 |